# James Anderson (1739-1808)
Pour les articles homonymes, voir James Anderson et Anderson.
À ne pas confondre avec son parfait homonyme James Anderson (1738-1809), tous deux botanistes et nés près d'Édimbourg, mais mort à Madras et James Anderson (1678-1739) pasteur presbytérien
James Anderson est un agronome et un économiste écossais, né le 23 mai 1739 à Hermiston, près de Midlothian et mort le 15 octobre 1808 à West Ham (Essex).

## Biographie
Très jeune, il commence à travailler dans une ferme de Midlothian en Écosse que sa famille occupe depuis plusieurs générations, puis possède une ferme de 5,3 km2 dans l’Aberdeenshire où il emprunte à la chimie des connaissances utiles pour l'agriculture.
En 1783, il s’installe à Édimbourg où il commence à faire paraître en 1791 une publication hebdomadaire, The Bee (l'Abeille), qu’il écrit largement lui-même en employant de nombreux pseudonymes (Senex, Timothy, Hairbrain, Alcibiade…), qui comptera dix-huit volumes et eut un grand succès. En 1797, il s’installe à Isleworth et, de 1799 à 1802, il fait paraître un mensuel Recreations in Agriculture, Natural History, Arts and Miscellaneous Literature (Les Récréations d’agriculture). Il est également l’auteur de nombreuses publications sur des sujets agricoles ou économiques et de nombreux articles dans l'Encyclopédie britannique. 

### Inventeur
L'ingénieur James Grenn responsable de la fabrication du premier ascenseur à péniche sur voie de navigation, attribue cette invention à James Anderson.

### Membre et honoraire
Èn 1780 James  Anderson reçoit le titre honoraire de Docteur en droit, (Legum Doctor, LLD) de l'université d'Aberdeen. Il meurt à West Ham, Essex le 15 octobre 1808.
James Anderson est membre de la Royal Society of Edinburgh (FRS) et membre de la Society of Antiquaries of Scotland (FSA).

### Confusion
Son  portrait a été plusieurs fois publié depuis le XIXe siècle par erreur, comme étant celui du pasteur presbytérien James Anderson (1678-1739), rédacteur des premières constitutions de la franc-maçonnerie. Ce portrait étant celui réalisé par le graveur anglais  Samuel Freeman (en) (1773-1857), conservé à  la Galerie nationale d'Écosse et publié dans le Gentleman’s Magazine de mai 1809

## Œuvres
- Essais sur les plantations (1771)
- Traité pratique de chimie (1776)
- Observations sur l'esclavage (1789)
- Lettres à Washington (1800)